# Анталија (вилајет)
Анталијски вилајет (тур. Antalya ili) је вилајет у Средоземној регији у југозападној Турској. Простире се између планинског венца Таурус и Средоземног мора.
Анталијски вилајет годишње посети око тридесет посто свих страних туриста који дођу у Турску, што га чини центром турског туризма. Град Анталија је био трећи град у свету по броју посета у 2011. години. Анталијски вилајет обухвата територију древне Памфилије на истоку и Ликије на западу. Простире се дуж обале Средоземног мора у укупној дужини од 657 км и обухвата бројне плаже, луке и античке градове, међу којима је и Ксантос који се налази на листи светске баштине Унеска. Седиште области је град Анталија у којој живи 1.001.318 становника.
Анталија је вилајет са највећим природним прираштајем у Турској. Прираштај становништва је износио 4,17 процената у периоду од 1990. до 2000.